# Джастін Гурвіц
Джастін Гебріел Гурвіц (англ. Justin Gabriel Hurwitz; нар.. 22 січня 1985) — американський композитор, сценарист і продюсер. Найбільшу популярність здобув як автор музики до фільму «Ла-Ла Ленд» (2016). Він також написав музику до чотирьох інших фільмів Демієна Шазелла — «Гай і Медлін на лавці в парку» (2009), «Одержимість» (2014), «Перша людина» (2018)  та «Вавилон» (2022).
За «Ла-Ла Ленд» Гурвіц отримав премію «Золотий глобус» за найкращу музику до фільму і за найкращу пісню («City of Stars»), премію BAFTA за найкращу музику до фільму і премію «Оскар» за найкращу музику до фільму і за найкращу пісню («City of Stars»; а також ще одну номінацію за «Audition (The Fools Who Dream)»).

## Біографія
Джастін Гурвіц, що народився 1985 року, ходив до школи в Глендейлі (Вісконсин). З режисером Дімієном Шазеллом Гурвіц познайомився в Гарвардському університеті, де вони грали в одній групі, жили в одній кімнаті і разом працювали над студентським фільмом «Гай і Медлін на лавці в парку».

## Фільмографія
| Рік     | Назва                         | Участь     | Примітки |
| ------- | ----------------------------- | ---------- | --- |
| 2009    | Гай і Медлін на лавці в парку | композитор | |
| 2011    | Сімпсони                      | сценарист  | Серія «The Falcon and the D'ohman» |
| 2011-15 | Ліга                          | сценарист  | 7 епізодів |
| 2014    | Одержимість                   | композитор | Номінація на премію «Греммі» за найкращий саундтрек до візуального представлення |
| 2016    | Ла-Ла Ленд                    | композитор | Лауреат премій: «Оскар» за найкращу музику до фільму «Оскар» за найкращу пісню («City of Stars»)«Золотий глобус» за найкращу музику до фільму «Золотий глобус» за найкращу пісню («City of Stars»)Critics' Choice Awards за найкращу пісню («City of Stars») «Супутник» за кращу пісню («City of Stars»)BAFTA за кращу музику до фільмуНомінований на премії: «Оскар» за кращу пісню («Audition (The Fools Who Dream)»)Critics' Choice Awards за найкращу пісню («Audition (The Fools Who Dream)») |
| 2018    | Перша людина                  | композитор | |
| 2022    | Вавилон                       | композитор | |